# Чотки

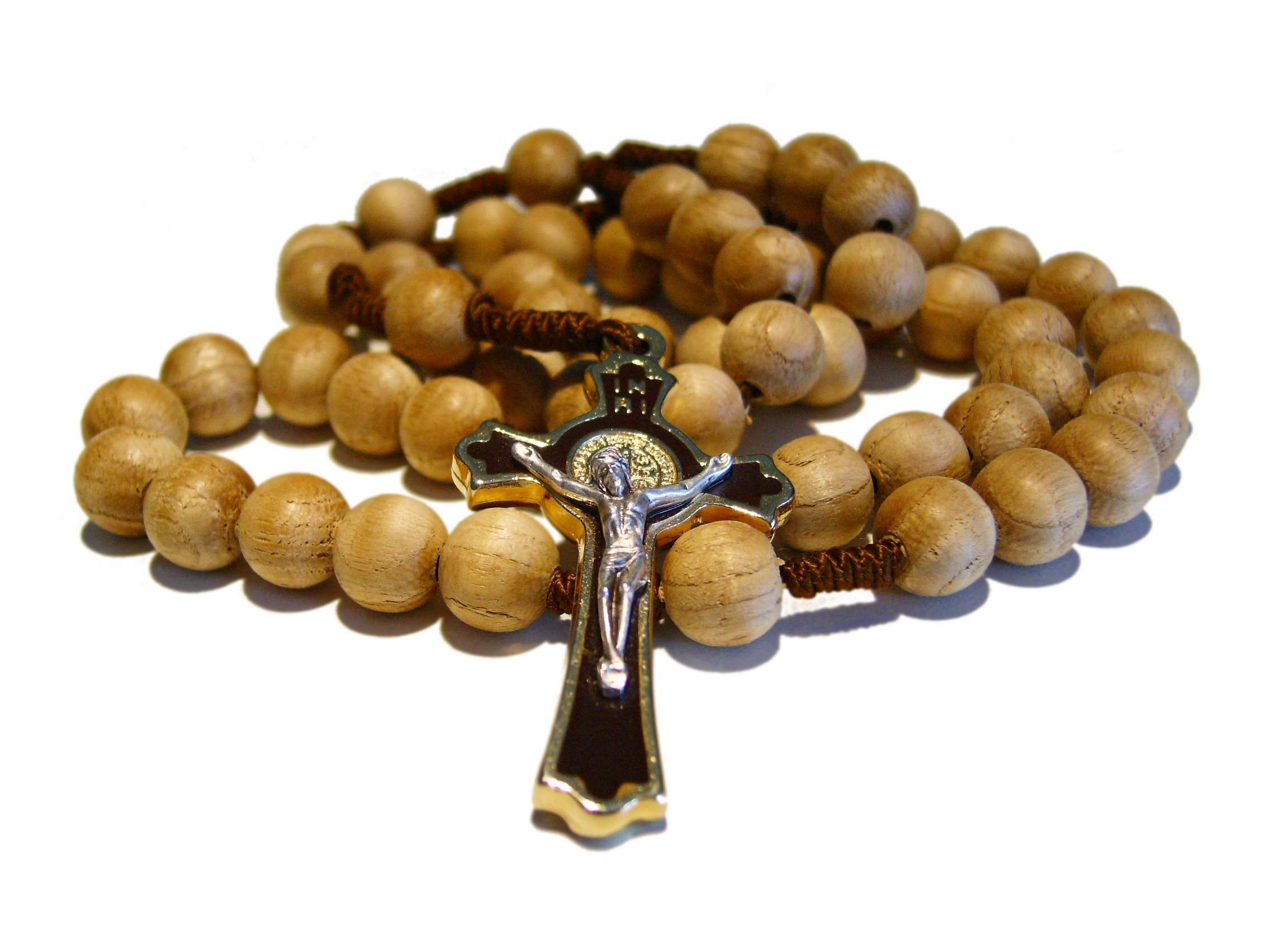
Католицькі чотки-розарій

Чо́тки (множина від д.-рус. чьтъка, від чьсти — «читати», «лічити», «рахувати») — шнур або стрічка, найчастіше замкнуті в кільце, на яких нав'язані вузлики або нанизані намистини (зерна), пластинки чи інші однорідні елементи. У багатьох релігіях, зокрема буддизмі, індуїзмі, ісламі та християнстві, використовуються для рахунку прочитаних молитов чи інших ритуальних дій, збереження уваги й концентрації, задавання ритму тощо.

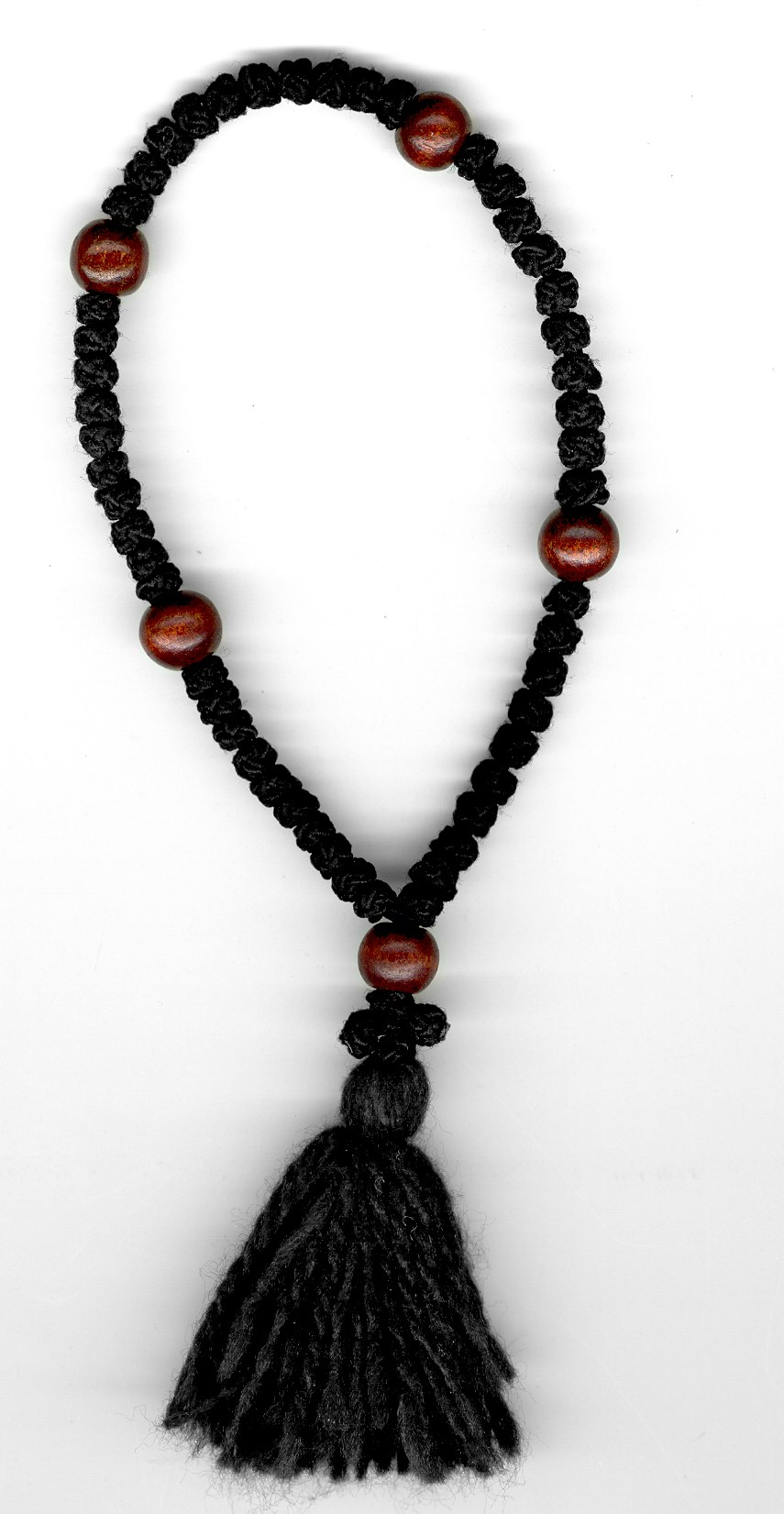
Малі православні чотки-вервиця на 50 вузлів

Найдавніші з відомих чоток були створені в II тисячолітті до нашої ери в Індії.
У християнстві використання чоток відоме з II століття. На Сході, у Сирії, християни, побудували перші монастирі, почали молитися там, нанизуючи сушені зернята ягід на шнурочки. В період середньовіччя Латинська церква перейняла чотки від Східної церкви.
На давніх образах бачимо перших руських ченців у Києві — святих Антонія й Феодосія Печерських — з чотками в руках.
Давньоруський «Номоканон» з XI ст. приписує у 87 правилі: «Вервиця хай має 103 вузли. На всякому вузлі хай мовить чернець приписану молитву». Коли хто вступає в чернечий стан, одержує вервицю зі словами: «Брате, прийми духовний меч, слово Боже…». Отже, вервиця — це духовний меч ченця, яким він має поборювати всі спокуси. Носять їх і православні єпископи.
У XV—XVII ст. в Київській митрополії розрізняли чотки та вервицю, хоча тепер дехто змішує поняття. Чотки — це 150 (або 33) вузликів для відчитки псалтиря чи Ісусової молитви без розподілу, а вервиця — це вузлики розділені по десятках[джерело?]. Тарас Шевченко, змальовуючи в поемі «Чернець», образ Семена Палія, що пішов до Межигірського Спаса, згадує й за чотки:
|  | …Перехрестився, чотки взяв… І за Україну молитись Старий чернець пошкандибав. |

## Різновиди
|                                                  |
| Лютеранський Вінок Христа (Лютеранський розарій) |

|                                    |
| Поморська драбниця (рос. лестовка) |

|                             |
| Молитовні бусини з рудракші |

|                                            |
| Японські буддійські чотки (яп. 数珠 джузу) |

|                             |
| Молитовні Бахаї з 19 бусини |

|                         |
| Місбаха (тасбіх, субха) |

|          |
| Комболої |

- Християнські:
  - вервиця (від церк.-слов. вервь) — православні чотки з мотузки з нав'язаними вузликами
  - ліствиця[джерело?] або лестовка (від давньорус. лѣствица) — старообрядницькі чотки
  - розарій (лат. rosarium) — католицькі чотки
- Джапа-мала (санскр. जप माला), мала (санскр. माला) — індуїстські та буддійські чотки
- Субха[en] (араб. سبحة), місбаха (араб. مسبحة), тасбіх (тесбіх, араб. تسبيح) — мусульманські чотки
- Комболої (грец. κομπολόι) — грецькі чотки, котрі не мають релігійного значення